# Henry Bergman
Pour les articles homonymes, voir Bergman.
Henry Bergman est un acteur américain né le 23 février 1868 à San Francisco, Californie (États-Unis) et  décédé le 22 octobre 1946 à Hollywood (Californie). Ayant effectué l'ensemble de sa carrière dans le cinéma muet, il est principalement connu pour ses seconds rôles dans les films de Charles Chaplin, de 1916 à 1936.

## Filmographie
- 1914 : The Baron's Bear Escape
- 1915 : Thou Shalt Not Flirt
- 1915 : The Butcher's Bride
- 1915 : Almost a Scandal
- 1915 : The Avenging Dentist
- 1915 : Bill's New Pal
- 1915 : The Kreutzer Sonata (en) d'Herbert Brenon : Raphael Friedlander
- 1915 : Hearts and Flames
- 1915 : Poor Policy
- 1915 : Father Was Neutral
- 1915 : Love and Sour Notes : l'impresario
- 1915 : The Melting Pot (en) d'Oliver D. Bailey et James Vincent (en) : Mendel Quixano
- 1915 : Bill's Blighted Career
- 1915 : The Curse of Work
- 1915 : A Doomed Hero
- 1915 : The Right of Way (it) de John W. Noble (en) : Trudel
- 1915 : The Curse of a Name
- 1915 : Life and Moving Pictures
- 1915 : Married on Credit
- 1915 : Destiny: Or, The Soul of a Woman : Avarice
- 1915 : Vendetta in a Hospital (en) de Billie Ritchie et lui-même
- 1915 : Silk Hose and High Pressure
- 1915 : An Enemy to Society : Balthazar Van Tromp
- 1915 : Avenged by a Fish
- 1915 : Room and Board: A Dollar and a Half
- 1915 : One Million Dollars : Count Raoul D'Estes
- 1915 : The Baron's Bear Trap
- 1916 : Between Midnight
- 1916 : Charlot chef de rayon (The Floorwalker) de Charlie Chaplin : le vieux gâteux
- 1916 : Charlot pompier (The Fireman) de Charlie Chaplin : un pompier
- 1916 : Charlot musicien (The Vagabond) de Charlie Chaplin : un musicien
- 1916 : Charlot et le Comte (The Count) de Charlie Chaplin : l'invité de grande taille
- 1916 : Charlot usurier (The Pawnshop) de Charlie Chaplin : l'usurier
- 1916 : Charlot fait du ciné (Behind the Screen) de Charlie Chaplin
- 1916 : Charlot patine (The Rink) de Charlie Chaplin : Mrs. Stout et un client du restaurant
- 1917 : Charlot policeman (Easy Street) de Charlie Chaplin : Anarchiste
- 1917 : The Black Stork (en) de Leopold Wharton (en) et Theodore Wharton : le détective
- 1917 : Charlot fait une cure (The Cure) de Charlie Chaplin : le masseur
- 1917 : L'Émigrant (The Immigrant) de Charlie Chaplin : l'artiste
- 1917 : Charlot s'évade (The Adventurer) de Charlie Chaplin : le père
- 1918 : Une vie de chien (A Dog's Life) de Charlie Chaplin : chômeur gros  / danseuse / pleureuse du Music-Hall
- 1918 : The Bond de Charlie Chaplin : John Bull
- 1918 : Charlot soldat (Shoulder Arms) de Charlie Chaplin : le gros sergent allemand, le barman américain, le Feldmarschall von Hindenburg
- 1919 : The Professor de Charlie Chaplin : l'homme barbu
- 1919 : Une idylle aux champs (Sunnyside) de Charlie Chaplin : le père d'Edna
- 1919 : Une journée de plaisir (A Day's Pleasure) de Charlie Chaplin : le capitaine, l'homme dans la voiture, le policier
- 1921 : Le Kid (The Kid) de Charlie Chaplin : l'imprésario / le gradien de l'asile de nuit
- 1921 : Charlot et le Masque de fer (The Idle Class) de Charlie Chaplin : le dormeur sdf / un invité déguisé en policier
- 1922 : Jour de paye (Pay Day) de Charlie Chaplin : un compagnon de beuverie
- 1923 : Le Pèlerin (The Pilgrim) de Charlie Chaplin : Shérif dans le train / l'homme dans la gare
- 1923 : L'Opinion publique (A Woman of Paris) de Charlie Chaplin : Maître d'hôtel
- 1925 : La Ruée vers l'or (The Gold Rush) de Charlie Chaplin : Hank Curtis
- 1928 : Le Cirque (The Circus) de Charlie Chaplin : le vieux clown
- 1931 : Les Lumières de la ville (City Lights) de Charlie Chaplin : le maire / le voisin du dessous de la fille aveugle
- 1936 : Les Temps modernes (Modern Times) de Charlie Chaplin : Propriétaire du café